# Niania (polski serial telewizyjny)
Niania – polski serial komediowy w reżyserii Jerzego Bogajewicza, emitowany na antenie TVN od 10 września 2005 do 11 listopada 2009, oparty na amerykańskim oryginale The Nanny na licencji CBS, który emitowany był w latach 90. XX w..

## Produkcja serialu
Scenariusz serialu został oparty na oryginalnej wersji skryptu napisanej przez Petera Marca Jacobsona i Fran Drescher, odtwórczynię głównej roli (Fran Fine) w amerykańskiej wersji. W tytułową postać w polskiej adaptacji wcielała się Agnieszka Dygant. W każdym odcinku występowała gościnnie znana postać ze świata show-biznesu, łącznie blisko 300 osobistości.
Zdjęcia do serialu realizowano od 19 lipca 2005 do 25 lutego 2009 w studiu nagraniowym Farat Film. Zrealizowano łącznie 134 z 147 oryginalnych odcinków, które podzielono na 9 sezonów po 15 odcinków w każdym. Jesienią 2008 zrealizowano 100. odcinek serialu, co było okazją do przylotu do Polski twórców oryginału. Serial zyskał uznanie Fran Drescher, a także głównego producenta, Walt Disney Television, który ocenił polską adaptację jako wersję najbardziej zbliżoną do oryginału spośród wszystkich udzielonych licencji.
Oglądalność serialu sięgała ponad 4 mln widzów. Niania została dwukrotnie nagrodzona Telekamerą dla najlepszego serialu komediowego: w 2007 (197 947 głosów) i 2008 oraz zajęła drugie miejsce w plebiscycie w 2009.
W 2019 Telewizja Polsat wykupiła od TVN prawa na wyłączność do pokazywania serialu. Powtórki serialu emitowane są w Super Polsacie, Polsat Seriale oraz w Polsat Comedy Central Extra.

## Fabuła
30-letnia Franciszka Maj (Agnieszka Dygant) traci pracę w salonie sukien ślubnych, który prowadził jej niedoszły narzeczony, Daniel Jarosiński (Wojciech Medyński/Artur Dziurman). Jako akwizytorka kosmetyków oferuje towar w domu rodziny Skalskich, w momencie, gdy trwają poszukiwania opiekunki dla dzieci bogatego producenta telewizyjnego, Maksymiliana (Tomasz Kot). Ostatecznie otrzymuje tę posadę, stając się nianią trójki dzieci wdowca: zamkniętej w sobie Zuzi (Emilia Stachurska), urwisa Adasia (Roger Karwiński) i nieśmiałej Małgosi (Maria Maciejowska). W czasie opieki nad dziećmi Frania i Skalski zakochują się w sobie. Ich relacje tym bardziej nie są łatwe, bo dzielą ich różnice klasowe i poglądy na różne sprawy, przy czym często nie mogą się dogadać.
Rodzinie towarzyszy kamerdyner Konrad (Adam Ferency), często wykazujący się większą bystrością i inteligencją niż pan domu. Ciągłym obiektem złośliwych dowcipów i docinków kamerdynera jest współpracownica Skalskiego, Karolina Łapińska (Tamara Arciuch), która bezskutecznie zabiega o względy Maksymiliana.

## Główni bohaterowie

### Rodzina Majów
- Frania Zofia Skalska (zd. Maj, ur. 23 grudnia 1975) (Agnieszka Dygant) – 30-latka[18], córka Teresy i Stefana Majów. Zostaje zatrudniona u Maksymiliana Skalskiego jako opiekunka jego dzieci: Małgosi, Adasia i Zuzi. Zostaje żoną Maksa, z którym ma bliźnięta: Marię Magdalenę i Franciszka Józefa.
- Teresa Kwiryna Maj (zd. Lipiec) (Elżbieta Jarosik) – matka Frani Maj, żona Stefana Maja (Marian Opania). Pochodzi z Tłuszcza. Pragnie, by Frania się ustatkowała, ponieważ marzy o wnukach. Cierpi na hipoglikemię.
- Apolonia Lipiec (zd. Bąk, ur. 1933) (Barbara Wrzesińska/Krystyna Rutkowska-Ulewicz) – babka Frani. Cierpi na demencję. Jej narzeczonym jest Czesław (Stanisław Tym), wojskowy w stanie spoczynku.

### Rodzina Skalskich
- Maksymilian Maria Skalski (Tomasz Kot) – czterdziestoparoletni bogaty producent telewizyjny, który po śmierci żony Anny staje się pracoholikiem. Syn Janusza i Elżbiety Skalskich, ma siostrę Joannę (Katarzyna Figura) i brata Aleksa (Rafał Królikowski) oraz przyrodnią (po ojcu) siostrę Zdenkę (Katarzyna Skrzynecka). Jego babką jest Matylda Skalska (Barbara Krafftówna). Jest uczciwy, choć czasami zdystansowany i ironiczny. Długo ukrywał uczucie do Frani Maj, w końcu się z nią ożenił.
- Anna Skalska (Iwona Kowalska / Agnieszka Wagner) – pierwsza żona Maksymiliana Skalskiego, z którym miała troje dzieci: Małgosię, Adasia i Zuzię.
- Małgosia Skalska (Maria Maciejowska) – najstarsza córka Maksymiliana Skalskiego. Z początku nieśmiała i chorobliwie zakompleksiona, pod wpływem Frani zmieniła się w przebojową, radosną dziewczynę. Miała we Frani powierniczkę swoich sekretów. Wyszła za fotomodela Michała (Żora Korolyov).
- Adaś Maks Skalski (Roger Karwiński) – syn Maksymiliana Skalskiego. Po śmierci matki nie chciał nawiązać kontaktu z żadną nianią, udało się to jedynie Frani Maj. Uwielbiał psocić i dokuczać siostrom.
- Zuzia Skalska (Emilia Stachurska) – młodsza córka Maksymiliana Skalskiego. Po śmierci matki podjęła terapię, bo była zamknięta w sobie i introwertyczna. Otworzyła się dzięki Frani, która była dla niej źródłem matczynego ciepła, którego brakowało jej po śmierci matki.

### Pozostali
- Karolina Łapińska (Tamara Arciuch) – trzydziestoparoletnia współpracownica Maksymiliana Skalskiego. Jest córką żeglarza i siostrą Karola (Arkadiusz Brykalski), doktora Uniwersytetu Gdańskiego. Kobieta elegancka, ale sztywna, pretensjonalna i zarozumiała. Nie lubi dzieci, co starała się ukryć przed Skalskim, w którym skrycie się podkochiwała. We Frani widzi konkurentkę w zabiegach o względy Maksa. Przez lata gardziła Konradem, ale w końcu za niego wyszła i zaszła z nim w ciążę.
- Konrad (Adam Ferency) – kamerdyner w domu Skalskich. Jego ojciec pracował w ambasadzie w Wielkiej Brytanii i także był kamerdynerem. On sam ukończył studia magisterskie na Uniwersytecie Jagiellońskim. Niezwykle inteligentny i błyskotliwy komentator życia rodzinnego w domu Skalskich. Mimo że jest pracownikiem Skalskiego, często jest dla niego jak ojciec lub przyjaciel, zawsze służył mu radą. Początkowo jako jedyny dostrzegał uczucie rodzące się między Franią a Maksem. Przyjaźni się z Franią. Przez lata gardził Karoliną Łapińską, ale w końcu się z nią ożenił.
- Jolka P. (Iwona Wszołkówna) – najlepsza przyjaciółka Frani Maj od czasów szkolnych. Mieszka z rodzicami przy ul. Ząbkowskiej na warszawskiej Pradze. Mało inteligentna i niezbyt bystra, za to miła i otwarta. Bez powodzenia szuka partnera życiowego.

## Obsada

### Główna
| Aktor                      | Rola                       | Serie | Oryginalny odpowiednik                 |
| -------------------------- | -------------------------- | ----- | -------------------------------------- |
| Agnieszka Dygant           | Franciszka Skalska zd. Maj | 1–9   | Fran Sheffield zd. Fine                |
| Tomasz Kot                 | Maksymilian Skalski        | 1–9   | Maxwell Beverly Sheffield              |
| Adam Ferency               | Konrad, kamerdyner         | 1–9   | Niles                                  |
| Tamara Arciuch             | Karolina Łapińska          | 1–9   | Chastity Claire „CC” Babcock           |
| Maria Maciejowska          | Małgorzata Skalska         | 1–9   | Margaret „Maggie” Brolin zd. Sheffield |
| Roger Karwiński            | Adam Skalski               | 1–9   | Brighton Millhouse Sheffield           |
| Emilia Stachurska          | Zuzanna Skalska            | 1–9   | Grace „Gracie” Sheffield               |
| Elżbieta Jarosik           | Teresa Maj zd. Lipiec      | 1–9   | Sylvia Fine zd. Rosenberg              |
| Barbara Wrzesińska         | Apolonia Bąk/Lipiec        | 1–2   | Yetta Rosenberg                        |
| Krystyna Rutkowska-Ulewicz | Apolonia Bąk/Lipiec        | 3–9   | Yetta Rosenberg                        |
| Iwona Wszołkówna           | Jolanta Ząbkowska          | 1–9   | Valerie „Val” Toriello                 |

### Gościnna (ważniejsze postaci)
| Aktor                | Rola                                  | Oryginalny odpowiednik |
| -------------------- | ------------------------------------- | ---------------------- |
| Krzysztof Kowalewski | Janusz Skalski, ojciec Maksymiliana   | Robert Vaughn          |
| Hanna Stankówna      | Elżbieta Skalska, matka Maksymiliana  | Dina Merrill           |
| Mirosław Baka        | Jerzy Młynarski, psychoanalityk Frani | Spalding Gray          |

## Spis serii
| Seria           | Seria           | Sezon            | Odcinki         | Premiera serii       | Finał serii       | Pora emisji           | Średnia oglądalność |
| --------------- | --------------- | ---------------- | --------------- | -------------------- | ----------------- | --------------------- | ------------------- |
|                 | 1.              | jesień 2005      | 1–15 (15)       | 10 września 2005     | 24 grudnia 2005   | sobota, 20:00         | 3 309 928           |
|                 | 2.              | wiosna 2006      | 16–30 (15)      | 4 marca 2006         | 10 czerwca 2006   | sobota, 20:00         | 3 171 422           |
|                 | 3.              | jesień 2006      | 31–45 (15)      | 9 września 2006      | 16 grudnia 2006   | sobota, 20:00         | 3 470 578           |
|                 | 4.              | wiosna 2007      | 46–60 (15)      | 10 marca 2007        | 16 czerwca 2007   | sobota, 20:00         | 3 036 724           |
|                 | 5.              | jesień 2007      | 61–75 (15)      | 8 września 2007      | 15 grudnia 2007   | sobota, 20:00         | 3 327 784           |
|                 | 6.              | wiosna 2008      | 76–90 (15)      | 1 marca 2008         | 7 czerwca 2008    | sobota, 20:00         | 2 962 917           |
|                 | 7.              | jesień 2008      | 91–105 (15)     | 6 września 2008      | 20 grudnia 2008   | sobota, 20:00         | 3 068 559           |
|                 | 8.              | wiosna 2009      | 106–119 (14)    | 7 marca 2009         | 25 kwietnia 2009  | sobota, 20:00 i 20:35 | 2 676 236           |
|                 | 9.              | wiosna 2009      | 120–134 (15)    | 2 maja 2009          | 23 maja 2009      | sobota, 20:00 i 20:35 | 2 525 555           |
| jesień 2009     | 9.              | 12 września 2009 | 120–134 (15)    | 24 października 2009 | sobota, 20:00     |                       | 2 525 555           |
| Niania na deser | Niania na deser | Niania na deser  | Niania na deser | 11 listopada 2009    | 11 listopada 2009 | środa 11:00           | ?                   |

## Spis odcinków
| Numer                                 | Odc. | Data emisji                    | Tytuł                         | Gwiazda odcinka |
| ------------------------------------- | ---- | ------------------------------ | ----------------------------- | --- |
| Seria pierwsza (jesień 2005)          |      |                                |                               | |
| 1                                     | 1    | 10 września 2005               | Frania                        | Wojciech Medyński, Adam Sztaba |
| 2                                     | 2    | 17 września 2005               | Przeminęło z dymkiem          | Andrzej Deskur, Danuta Rinn, Magdalena Kacprzak |
| 3                                     | 3    | 24 września 2005               | Przebieranki                  | Grażyna Barszczewska, Sandra Samos |
| 4                                     | 4    | 1 października 2005            | Słodkie potomstwo             | Ryszard Chlebuś, Maciej Bukowski |
| 5                                     | 5    | 8 października 2005            | Stosunki służbowe             | Marcin Krawczyk |
| 6                                     | 6    | 15 października 2005           | Retro-Niania                  | Antonina Girycz |
| 7                                     | 7    | 22 października 2005           | Przyzwoitka                   | Marcin Błaszak |
| 8                                     | 8    | 29 października 2005           | Wymyślona przyjaciółka        | Joanna Sienkiewicz |
| 9                                     | 9    | 5 listopada 2005               | Głębokie gardło               | Violetta Arlak, Waldemar Błaszczyk, Dorota Deląg, Michał Piela, Marcin Rój |
| 10                                    | 10   | 12 listopada 2005              | Nieoczekiwana zamiana miejsc  | Joachim Lamża, Anna Majcher, Wojciech Pokora, Zbigniew Kosowski |
| 11                                    | 11   | 19 listopada 2005              | Niech żyje show               | Zofia Czerwińska, Anna Gornostaj |
| 12                                    | 12   | 26 listopada 2005              | Miejsce na cmentarzu          | Paweł Deląg |
| 13                                    | 13   | 3 grudnia 2005                 | Między nami modelkami         | Elżbieta Zającówna, Marcin Piętowski |
| 14                                    | 14   | 17 grudnia 2005                | Rodzinne przepychanki         | Roman Kłosowski |
| 15                                    | 15   | 24 grudnia 2005                | Wymarzona Wigilia             | Lech Dyblik, Michał Piela, Marcin Rój |
| Seria druga (wiosna 2006)             |      |                                |                               | |
| 16                                    | 1    | 4 marca 2006                   | Nie będę Julią                | Bohdan Łazuka, Olga Borys, Andrzej Nejman, Marcin Kwaśny |
| 17                                    | 2    | 11 marca 2006                  | Wymarzone wakacje             | Kamil Krupicz |
| 18                                    | 3    | 18 marca 2006                  | Przerwijcie ślub, ja wysiadam | Katarzyna Figura, Zbigniew Zamachowski |
| 19                                    | 4    | 25 marca 2006                  | Materialistka                 | Magdalena Stużyńska, Andrzej Kopiczyński, Tadeusz Pluciński |
| 20                                    | 5    | 1 kwietnia 2006                | Oda do Kayah                  | Edward Linde-Lubaszenko, Kayah |
| 21                                    | 6    | 8 kwietnia 2006                | Niania porywaczka             | Agnieszka Suchora, Michał Włodarczyk, Henryk Gołębiewski |
| 22                                    | 7    | 15 kwietnia 2006               | Każdy potrzebuje babci        | Józef Fryźlewicz |
| 23                                    | 8    | 22 kwietnia 2006               | Frania numer dwa              | Maria Góralczyk |
| 24                                    | 9    | 29 kwietnia 2006               | Zabójcze paluszki             | Piotr Machalica, Liroy, Andrzej Sołtysik, Katarzyna Kwiatkowska |
| 25                                    | 10   | 6 maja 2006                    | Wybór Frani                   | Artur Dziurman, Jerzy Bogajewicz |
| 26                                    | 11   | 13 maja 2006                   | Pani od WF-u                  | Dorota Stalińska, Cezary Pazura |
| 27                                    | 12   | 20 maja 2006                   | Kokosy z Wisienki             | Andrzej Grabowski, Olivier Janiak |
| 28                                    | 13   | 27 maja 2006                   | Nie pamiętam mamy             | Laura Łącz, Joanna Kurowska, Justyna Steczkowska, Martyna Kliszewska |
| 29                                    | 14   | 3 czerwca 2006                 | Scenarzysta                   | Paweł Burczyk, Sandra Dziwiszek, Robert Wabich |
| 30                                    | 15   | 10 czerwca 2006                | Klątwa Czerwonego Kapturka    | Maria Gładkowska |
| Seria trzecia (jesień 2006)           |      |                                |                               | |
| 31                                    | 1    | 9 września 2006                | Gdzie jest Edyta?             | Edyta Górniak, Jacek Lenartowicz |
| 32                                    | 2    | 16 września 2006               | Strajk                        | Ewa Drzyzga, Mateusz Grydlik, Mateusz Banasiuk |
| 33                                    | 3    | 23 września 2006               | Chłopak na opak               | Kajetan Lewandowski, Szymon Majewski |
| 34                                    | 4    | 30 września 2006               | Czarodziej parkietu           | Tomasz Sapryk, Katarzyna Radochońska |
| 35                                    | 5    | 7 października 2006            | Piwnica namiętności           | Jerzy Bończak, Ryszard Chlebuś, Maciej Dancewicz |
| 36                                    | 6    | 14 października 2006           | Lekcja odpowiedzialności      | Maciej Mikołajczyk, Tadeusz Borowski |
| 37                                    | 7    | 21 października 2006           | Testament                     | Andrzej Beja-Zaborski, Ewa Serwa |
| 38                                    | 8    | 28 października 2006           | Łabędzi śpiew                 | Adrianna Biedrzyńska, Piotr Gąsowski |
| 39                                    | 9    | 4 listopada 2006               | Miłość i prawa ręka           | Leon Niemczyk, Bogusław Kaczyński |
| 40                                    | 10   | 11 listopada 2006              | To jest napad                 | Radosław Pazura, Rafał Rutkowski |
| 41                                    | 11   | 18 listopada 2006              | To tylko przyjaźń             | Robert Rozmus |
| 42                                    | 12   | 2 grudnia 2006                 | Kanasta                       | Zbigniew i Danuta Nowakowie |
| 43                                    | 13   | 9 grudnia 2006                 | Zabierz to futro              | Anna Majcher, Joachim Lamża |
| 44                                    | 14   | 16 grudnia 2006                | Rąbnięta Owca                 | Agata Kulesza |
| 45                                    | 15   | 23 grudnia 2006                | Dziewczyny nie płaczą         | Muniek Staszczyk, Magdalena Stużyńska, Agnieszka Krukówna, Mariusz Drężek, Jarosław Budnik |
| Seria czwarta (wiosna 2007)           |      |                                |                               | |
| 46                                    | 1    | 10 marca 2007                  | Królowa pocałunku             | Andrzej Piaseczny, Marcin Kudełka |
| 47                                    | 2    | 17 marca 2007                  | Wspólna noc                   | Agnieszka Kotulanka |
| 48                                    | 3    | 24 marca 2007                  | Majowe niesnaski              | Iwona Bielska |
| 49                                    | 4    | 31 marca 2007                  | Randka w ciemno               | Paulina Młynarska-Moritz |
| 50                                    | 5    | 7 kwietnia 2007                | Fałszywe zaręczyny            | Leszek Lichota, Aldona Jankowska, Katarzyna Pakosińska |
| 51                                    | 6    | 14 kwietnia 2007               | Wielka gra Frani              | Arkadiusz Brykalski, Katarzyna Kwiatkowska |
| 52                                    | 7    | 21 kwietnia 2007               | Mieszkanie z Jolką            | Mariusz Zalejski, Paweł Tucholski |
| 53                                    | 8    | 28 kwietnia 2007               | Windą do nieba                | Anna Dereszowska |
| 54                                    | 9    | 5 maja 2007                    | O czym marzy dziewczyna       | Ewelina Starejki |
| 55                                    | 10   | 12 maja 2007                   | Dwie panie Skalskie           | Hanna Stankówna |
| 56                                    | 11   | 19 maja 2007                   | Dość tej zabawy               | Bohdan Smoleń, Robert Wrzosek |
| 57                                    | 12   | 26 maja 2007                   | Za duże stopy                 | Aleksander Mikołajczak |
| 58                                    | 13   | 2 czerwca 2007                 | Chłopak Jolki                 | Mariusz Czajka, Piotr Rubik |
| 59                                    | 14   | 9 czerwca 2007                 | Nasienie życia                | Ewa Gawryluk, Magdalena Waligórska |
| 60                                    | 15   | 16 czerwca 2007                | Miłość ma wiele twarzy        | Andrzej Deskur |
| Seria piąta (jesień 2007)             |      |                                |                               | |
| 61                                    | 1    | 8 września 2007                | Propozycja nie do odrzucenia  | Tomasz Karolak, Mariusz Pudzianowski, Piotr Borowski |
| 62                                    | 2    | 15 września 2007               | Pokaz mody                    | Ewa Minge, Bogusław Kaczmarczyk |
| 63                                    | 3    | 22 września 2007               | Gdzie jest Frania?            | Paweł Domagała, Wojciech Machnicki, Andrzej Morozowski, Tomasz Sekielski |
| 64                                    | 4    | 29 września 2007               | Babcia Leokadia               | Alina Janowska |
| 65                                    | 5    | 6 października 2007            | Urodziny na urodziny          | Anna Przybylska |
| 66                                    | 6    | 13 października 2007           | Moje perły                    | Katarzyna Bujakiewicz, Krystyna Janda |
| 67                                    | 7    | 20 października 2007           | Frania na aukcji              | Przemysław Sadowski, Gabriela Kownacka |
| 68                                    | 8    | 27 października 2007           | Francuski numer               | Krzysztof Zawadzki |
| 69                                    | 9    | 3 listopada 2007               | Miłość w Paryżu               | Rafał Królikowski, Tomasz Jachimek, Urszula Dudziak |
| 70                                    | 10   | 10 listopada 2007              | Ta rzecz                      | Jacek Braciak, Waldemar Kotas |
| 71                                    | 11   | 17 listopada 2007              | Podwójna randka               | Przemysław Cypryański, Jan Wieczorkowski |
| 72                                    | 12   | 24 listopada 2007              | Eksperyment z jajem           | Beata Kawka |
| 73                                    | 13   | 1 grudnia 2007                 | Piąty mąż Janiny              | Iwona Bielska, Artur Łodyga, Krzysztof Tyniec |
| 74                                    | 14   | 8 grudnia 2007                 | Jaki ojciec taki syn          | Krzysztof Kowalewski, Maria Pakulnis |
| 75                                    | 15   | 15 grudnia 2007                | Cyrk podatkowy                | Rafał Cieszyński, Paweł Okraska |
| Seria szósta (wiosna 2008)            |      |                                |                               | |
| 76                                    | 1    | 1 marca 2008                   | Młodszy brat Maksa            | Rafał Królikowski, Henryk Gołębiewski |
| 77                                    | 2    | 8 marca 2008                   | Tatuaż                        | Mirosław Zbrojewicz, Sonia Bohosiewicz |
| 78                                    | 3    | 15 marca 2008                  | Kryzys wieku średniego        | Zbigniew Lew-Starowicz, Wojciech Fibak |
| 79                                    | 4    | 22 marca 2008                  | Miss Turbo                    | Ewa Wachowicz, Magdalena Steczkowska |
| 80                                    | 5    | 29 marca 2008                  | Huragan                       | Michał Lesień, Andrzej Brzeski |
| 81                                    | 6    | 5 kwietnia 2008                | Daniel nie żyje               | Barbara Krafftówna, Ryszard Kotys, Anita Jancia, Wojciech Mecwaldowski |
| 82                                    | 7    | 12 kwietnia 2008               | Przystojny kuzyn              | Bartek Kasprzykowski, Mirosław Baka, Małgorzata Rożniatowska, Andrzej Brzeski |
| 83                                    | 8    | 19 kwietnia 2008               | Piąte koło u wozu             | Piotr Zelt, Grzegorz Wons, Mirosław Baka, Tadeusz Ross |
| 84                                    | 9    | 26 kwietnia 2008               | Na mój nos                    | Mirosław Baka, Katarzyna Glinka, Sambor Czarnota |
| 85                                    | 10   | 3 maja 2008                    | Napad na bank                 | Sławomir Pacek, Wojciech Kalarus, Henryk Gołębiewski |
| 86                                    | 11   | 10 maja 2008                   | Wszy-stko zostaje w rodzinie  | Grzegorz Halama |
| 87                                    | 12   | 17 maja 2008                   | Niania i przystojny producent | Mirosław Baka, Władysław Grzywna |
| 88                                    | 13   | 24 maja 2008                   | Piłkarski pech                | Borys Szyc, Wojciech Brzozowski |
| 89                                    | 14   | 31 maja 2008                   | Muza potrzebna od zaraz       | Małgorzata Kożuchowska, Joanna Jabłczyńska, Marzena Rogalska |
| 90                                    | 15   | 7 czerwca 2008                 | Powtórka z Paryża             | Kombii, Barbara Klejst, Waldemar Błaszczyk |
| Seria siódma (jesień 2008)            |      |                                |                               | |
| 91                                    | 1    | 6 września 2008                | Mama wyjeżdża                 | Weronika Książkiewicz, Piotr Siejka, Karolina Malinowska, Agnieszka Maciąg |
| 92                                    | 2    | 13 września 2008               | Niania robi karierę           | Robert Kudelski, Joanna Liszowska, Stanisław Mikulski, Marcin Wójcik, Michał Wójcik, Renata Dancewicz, Jakub Wesołowski, Kazimierz Mazur                                                        |
| 93                                    | 3    | 20 września 2008               | Czas na zmiany                | Rafał Bryndal, Hanna Śleszyńska |
| 94                                    | 4    | 27 września 2008               | Pierwsza randka               | Maryla Rodowicz, Mariusz Zaniewski |
| 95                                    | 5    | 4 października 2008            | Frania razy dwa               | Piotr Kupicha, Magdalena Schejbal |
| 96                                    | 6    | 11 października 2008           | Konrad na zakręcie            | Dorota Zawadzka, Wiktor Zborowski, Iwona Bielska |
| 97                                    | 7    | 18 października 2008           | Zoya, córka Frani             | Aleksandra Szwed, Mirosław Baka |
| 98                                    | 8    | 25 października 2008           | Pogoda na Maj                 | Stanisław Tym, Bogdan Rymanowski, Mirosław Baka |
| 99                                    | 9    | 8 listopada 2008               | Edukacja Frani                | Bartosz Opania |
| 100                                   | 10   | 15 listopada 2008              | Miłość aż po Hel              | Czesław Majewski, Maria Klejdysz |
| 101                                   | 11   | 22 listopada 2008              | Fałszywy pieprzyk             | Karolina Korwin Piotrowska, Ewa Kasprzyk, Gabriela Czyżewska |
| 102                                   | 12   | 29 listopada 2008              | Mów mi Franiu                 | Mirosław Baka |
| 103                                   | 13   | 6 grudnia 2008                 | Pechowa wysypka               | Marcin Perchuć, Katarzyna Galica, Tomek Makowiecki |
| 104                                   | 14   | 13 grudnia 2008                | Niania u sułtana              | Ahmud De-sabaja |
| 105                                   | 15   | 20 grudnia 2008                | Zaręczyny                     | Bogdan Brzyski, Piotr Nowak, Artur Janusiak |
| Seria ósma (wiosna 2009)              |      |                                |                               | |
| 106                                   | 1    | 7 marca 2009                   | Pierścionek zaręczynowy       | Jerzy Rogalski, Dorota Wellman, Magdalena Gessler, Łukasz Czarnecki, Daniel Olbrychski, Piotr Pilitowski                                                                                        |
| 107                                   | 2    | 7 marca 2009                   | Praca ziomowa                 | Tede, Stanisław Tym, Łukasz Simlat, Psycho Stach |
| 108                                   | 3    | 14 marca 2009                  | Spotkanie klasowe             | Agnieszka Chylińska, Kasia Nosowska, Stachursky |
| 109                                   | 4    | 14 marca 2009                  | Intercyza                     | Agnieszka Warchulska, Jolanta Fraszyńska, Małgorzata Sadowska, Piotr Miazga, Stanisław Tym |
| 110                                   | 5    | 21 marca 2009                  | Zdenka                        | Katarzyna Skrzynecka, Bożena Dykiel, Sławomir Orzechowski, Krzysztof Kowalewski |
| 111                                   | 6    | 21 marca 2009                  | Świadek                       | Rafał Królikowski, Joanna Koroniewska, Elisabeth Duda, Michał Passendorfer |
| 112                                   | 7    | 28 marca 2009                  | Ślub                          | Katarzyna Figura, Dominika Kluźniak, Agnieszka Wagner, Artur Andrus |
| 113                                   | 8    | 28 marca 2009                  | Ślub                          | Katarzyna Figura, Małgorzata Rożniatowska, Zofia Merle, Andrzej Brzeski, Jerzy Rogalski, Andrzej Piszczatowski, Weronika Wiszniewiecka, Kacper Kędzierski                                       |
| 114                                   | 9    | 4 kwietnia 2009                | Człowiek za burtą             | Michał Wiśniewski, Zuzanna Grabowska |
| 115                                   | 10   | 4 kwietnia 2009                | Uciszanie Frani               | Irena Kwiatkowska, Piotr Najsztub |
| 116                                   | 11   | 18 kwietnia 2009               | Na zawsze niania              | Krystyna Tkacz, Wojciech Jagielski, Daniel Wieleba |
| 117                                   | 12   | 18 kwietnia 2009               | Rodzice Anny                  | Barbara Brylska, Marek Barbasiewicz |
| 118                                   | 13   | 25 kwietnia 2009               | Chłopak Małgosi               | Żora Korolyov |
| 119                                   | 14   | 25 kwietnia 2009               | Przy nadziei                  | Marta Lipińska, Żora Korolyov |
| Seria dziewiąta (wiosna, jesień 2009) |      |                                |                               | |
| 120                                   | 1    | 2 maja 2009                    | Mama, jak to łatwo powiedzieć | Kinga Rusin, Andrzej Zieliński, Marta Lipińska, Violetta Arlak |
| 121                                   | 2    | 2 maja 2009                    | Teges Śmeges                  | Weronika Marczuk-Pazura, Michał Piróg, Marta Lipińska, Tomasz Kin, Artur Cieciórski, Maciej Florek, Wioletta Fiuk, Maria Foryś, Gabriel Piotrowski, Rafał Kamiński, Adam Pater, Grzegorz Halama |
| 122                                   | 3    | 9 maja 2009                    | Białe szaleństwo              | Łukasz Nowicki, Marta Lipińska, Ilona Chojnowska |
| 123                                   | 4    | 9 maja 2009                    | Zemsta Janiny                 | Iwona Bielska, Żora Korolyov, Jakub Kotyński |
| 124                                   | 5    | 16 maja 2009                   | Ryzykowna inwestycja          | Jacek Poniedziałek, Danuta Stenka, Katarzyna Figura |
| 125                                   | 6    | 16 maja 2009                   | Seksowna mamuśka              | Beata Tyszkiewicz, Marta Lipińska |
| 126                                   | 7    | 23 maja 2009                   | Na obczyźnie                  | Krystyna Podleska, Edyta Olszówka, Maciej Nowak |
| 127                                   | 8    | 23 maja 2009                   | Ekscesy Teresy                | Marian Opania, Leszek Teleszyński |
| 128                                   | 9    | 12 września 2009               | Producenci                    | Anna Korcz, Bartosz Kańtoch |
| 129                                   | 10   | 19 września 2009               | Prawie jak rodzice            | Magdalena Różczka |
| 130                                   | 11   | 26 września 2009               | Listy Apolonii                | Radosław Izdebski, Agnieszka Mrozińska, Wojciech Socha |
| 131                                   | 12   | 3 października 2009            | Ślub Małgosi                  | Beata Kozidrak, Żora Korolyov, Andrzej Brzeski, Mateusz Janicki, Izabela Dąbrowska |
| 132                                   | 13   | 10 października 2009           | Polowanie na kociaka          | Edyta Olszówka, Anna Bojara |
| 133                                   | 14   | 17 października 2009           | Wielki finał                  | Marian Opania, Marta Lipińska, Piotr Grabowski |
| 134                                   | 15   | 24 października 2009           | Wielki finał                  | Iwona Bielska, Marta Lipińska, Violetta Arlak, Anna Maria Buczek, Bartłomiej Bobrowski, Andrzej Brzeski                                                                                         |
| Specjalne odcinki                     |      |                                |                               | |
| S1                                    | –    | 11 listopada 2009, godz. 11.00 | Niania na deser               | (W tym odc. zostały pokazane retrospekcje z kilku odc. oraz wywiady z niektórymi aktorami, odtwarzającymi m.in. główne role)                                                                    |

## Oglądalność
| Odcinek             | I seria                                 | II seria                     | III seria                        | IV seria                     | V seria                          | VI seria                     | VII seria                        | VIII seria                   | IX seria                         |
| ------------------- | --------------------------------------- | ---------------------------- | -------------------------------- | ---------------------------- | -------------------------------- | ---------------------------- | -------------------------------- | ---------------------------- | -------------------------------- |
| 1                   | 3 149 425 (10 września 2005)            | 3 962 984 (4 marca 2006)     | 3 022 353 (9 września 2006)      | 3 877 629 (10 marca 2007)    | 3 006 781 (8 września 2007)      | 3 418 162 (1 marca 2008)     | 1 463 719 (6 września 2008)      | 3 152 743 (7 marca 2009)     | (2 maja 2009)                    |
| 2                   | 3 372 461/ 3 345 370 (17 września 2005) | 3 350 663 (11 marca 2006)    | 2 983 600 (16 września 2006)     | 3 895 091 (17 marca 2007)    | 3 033 095 (15 września 2007)     | 3 100 245 (8 marca 2008)     | 2 725 684 (13 września 2008)     | 2 459 373 (14 marca 2009)    | (2 maja 2009)                    |
| 3                   | 3 011 002 (24 września 2005)            | 3 725 587 (18 marca 2006)    | 3 009 224 (23 września 2006)     | 3 633 494 (24 marca 2007)    | 3 018 881 (22 września 2007)     | 3 318 550 (15 marca 2008)    | 3 002 560 (20 września 2008)     | 2 459 373 (14 marca 2009)    | (9 maja 2009)                    |
| 4                   | 3 212 581 (1 października 2005)         | 3 699 145 (25 marca 2006)    | 2 853 045 (30 września 2006)     | 3 410 468 (31 marca 2007)    | 2 528 417 (29 września 2007)     | 3 002 967 (22 marca 2008)    | 2 999 528 (27 września 2008)     | 2 420 329 (14 marca 2009)    | (9 maja 2009)                    |
| 5                   | 2 836 948 (8 października 2005)         | 3 715 215 (1 kwietnia 2006)  | 3 643 593 (7 października 2006)  | 3 542 151 (7 kwietnia 2007)  | 3 482 509 (6 października 2007)  | 3 305 218 (29 marca 2008)    | 3 426 013 (4 października 2008)  | 2 958 043 (21 marca 2009)    | (16 maja 2009)                   |
| 6                   | 2 885 064 (15 października 2005)        | 3 483 439 (8 kwietnia 2006)  | 3 871 816 (14 października 2006) | 3 010 412 (14 kwietnia 2007) | 3 615 732 (13 października 2007) | 3 727 631 (5 kwietnia 2008)  | 3 525 733 (11 października 2008) | 3 289 053 (21 marca 2009)    | (16 maja 2009)                   |
| 7                   | 3 417 437 (22 października 2005)        | 2 995 507 (15 kwietnia 2006) | 3 817 459 (21 października 2006) | 3 062 054 (21 kwietnia 2007) | 3 829 544 (20 października 2007) | 3 556 181 (12 kwietnia 2008) | 3 396 061 (18 października 2008) | 2 694 927 (28 marca 2009)    | (23 maja 2009)                   |
| 8                   | 3 230 728 (29 października 2005)        | 3 184 061 (22 kwietnia 2006) | 3 632 535 (28 października 2006) | 2 935 162 (28 kwietnia 2007) | 3 696 503 (27 października 2007) | 3 103 510 (19 kwietnia 2008) | 4 186 345 (25 października 2008) | 3 773 617 (28 marca 2009)    | (23 maja 2009)                   |
| 9                   | 4 015 934 (5 listopada 2005)            | 3 074 122 (29 kwietnia 2006) | 3 818 103 (4 listopada 2006)     | 2 649 912 (5 maja 2007)      | 4 129 781 (3 listopada 2007)     | 2 961 115 (26 kwietnia 2008) | 3 583 098 (8 listopada 2008)     | 3 275 184 (4 kwietnia 2009)  | 2 457 856 (12 września 2009)     |
| 10                  | 3 576 415 (12 listopada 2005)           | 2 983 163 (6 maja 2006)      | 3 686 503 (11 listopada 2006)    | 3 246 812 (12 maja 2007)     | 3 329 890 (10 listopada 2007)    | 2 792 603 (3 maja 2008)      | 3 500 401 (15 listopada 2008)    | 3 710 398 (4 kwietnia 2009)  | 2 888 606 (19 września 2009)     |
| 11                  | 3 188 884 (19 listopada 2005)           | 2 689 960 (13 maja 2006)     | 3 790 211 (18 listopada 2006)    | 2 260 709 (19 maja 2007)     | 3 445 902 (17 listopada 2007)    | 2 592 373 (10 maja 2008)     | 3 008 309 (22 listopada 2008)    | 2 891 708 (18 kwietnia 2009) | 2 564 456 (26 września 2009)     |
| 12                  | 3 436 384 (26 listopada 2005)           | 3 005 724 (20 maja 2006)     | 3 819 694 (2 grudnia 2006)       | 2 355 020 (26 maja 2007)     | 3 398 160 (24 listopada 2007)    | 2 307 198 (17 maja 2008)     | 2 579 204 (29 listopada 2008)    | 2 704 456 (18 kwietnia 2009) | 3 257 412 (3 października 2009)  |
| 13                  | 3 867 196 (3 grudnia 2005)              | 2 515 898 (27 maja 2006)     | 3 662 155 (9 grudnia 2006)       | 2 782 456 (2 czerwca 2007)   | 3 187 850 (1 grudnia 2007)       | 2 585 450 (24 maja 2008)     | 3 105 456 (6 grudnia 2008)       | 2 954 012 (25 kwietnia 2009) | 2 901 216 (10 października 2009) |
| 14                  | 4 002 613 (17 grudnia 2005)             | 3 017 041 (3 czerwca 2006)   | 3 332 266 (16 grudnia 2006)      | 2 216 417 (9 czerwca 2007)   | 2 938 006 (8 grudnia 2007)       | 2 283 489 (31 maja 2008)     | 2 754 867 (13 grudnia 2008)      | 2 956 492 (25 kwietnia 2009) | 3 272 377 (17 października 2009) |
| 15                  | 2 343 091 (24 grudnia 2005)             | 2 408 242 (10 czerwca 2006)  | 3 256 855 (23 grudnia 2006)      | 2 578 220 (16 czerwca 2007)  | 3 302 925 (15 grudnia 2007)      | 2 309 020 (7 czerwca 2008)   | 1 999 043 (20 grudnia 2008)      | –                            | 3 147 202 (24 października 2009) |
| Średnia oglądalność | 3 309 928                               | 3 171 422                    | 3 470 578                        | 3 036 724                    | 3 327 784                        | 2 962 917                    | 3 068 559                        | 2 676 236                    | 2 525 555                        |

## Nagrody
- 2008
  - Telekamera – Najlepszy serial komediowy
  - Telekamera – Najlepsza aktorka (Agnieszka Dygant) także za: Na dobre i na złe (1999), Fala zbrodni (2003)

- 2007
  - Telekamera – Najlepszy serial komediowy